# Sylvia Tilly
Sylvia Tilly   () és un personatge fictici de la sèrie Star Trek: Discovery interpretat per l'actriu Mary Wiseman.
Durant la investigació per millorar el motor d'espores la cadet Tilly fa aportacions importants al tinent Stamets i és qui acaba ajudant a la recuperació del tinent després de la seva crisi i el dany neuronal rebut controlant el motor d'espores.